# Angulatenton-Formation
- Humph.-Fm. = Humphriesioolith-Formation
- L.Bk-Fm = Liegende Bankkalk-Formation
- H.Bk-Fm = Hangende Bankkalk-Formation
- Zm-Fm = Zementmergel-Formation
- S.-Fm = Solnhofen-Formation
- Rö.-Fm = Rögling-Formation
- U.-Fm = Usseltal-Formation
- Mö.-Fm = Mörnshein-Formation
- N.-Fm = Neuburg-Formation
- R.-Fm = Rennertshofen-Formation

Die Angulatenton-Formation ist eine lithostratigraphische Formation des Süddeutschen Jura. Sie ist auf den westlichen Teil der Schwäbischen Alb und den Oberrheingraben beschränkt und verzahnt sich nach Osten mit der Angulatensandstein-Formation. Sie wird von der Psilonotenton-Formation unterlagert und von der Arietenkalk-Formation überlagert. Die Angulatenton-Formation wird in das Oberhettangium (Unterjura) datiert.

## Definition
Die Angulatenton-Formation besteht überwiegend aus Tonsteinen mit einigen wenigen eingelagerten Siltsteinbänken und siltig-sandigen Kalkbänken. Sie ist auf den westlichen Teil der Schwäbischen Alb (westlich einer Linie Stuttgart – Hechingen) und das Oberrheingebiet beschränkt. Die Mächtigkeit variiert zwischen 3 und 9 m. Die Basis der Formation wird durch die sog. „Oolithenbank“ gebildet, die Eisenooide und Schill enthält. Die Obergrenze ist die Untergrenze der Arietenkalk-Formation, die jedoch recht unterschiedlich ausgebildet ist. In vielen Gebieten wird die Basis der Arietenkalk-Formation durch die sog. „Kupferfelsbank“ gebildet. Zwischen Angulatenton-Formation und Arietenkalk-Formation ist eine Schichtlücke vorhanden. Die Sedimente der Angulatenton-Formation wurden während des Oberhettangiums abgelagert, das die Ammoniten-Zonen des Alsatites liasicus (Liasicus-Zone) und der Schlotheimia angulata (Angulata-Zone) umfasst.

## Untergliederung
Die Angulatenton-Formation wird formell nicht weiter untergliedert. An der Basis wird die sog. „Oolithenbank“ ausgeschieden. Im höheren Teil der Formation schaltet sich eine bis 1 m mächtige Kalksandsteinbank ein, der „Vaihingen-Plasterstein“ oder „Riesenangulaten-Bank“.

## Fossilführung
Die Angulatenton-Formation enthält Ammoniten und Muscheln.

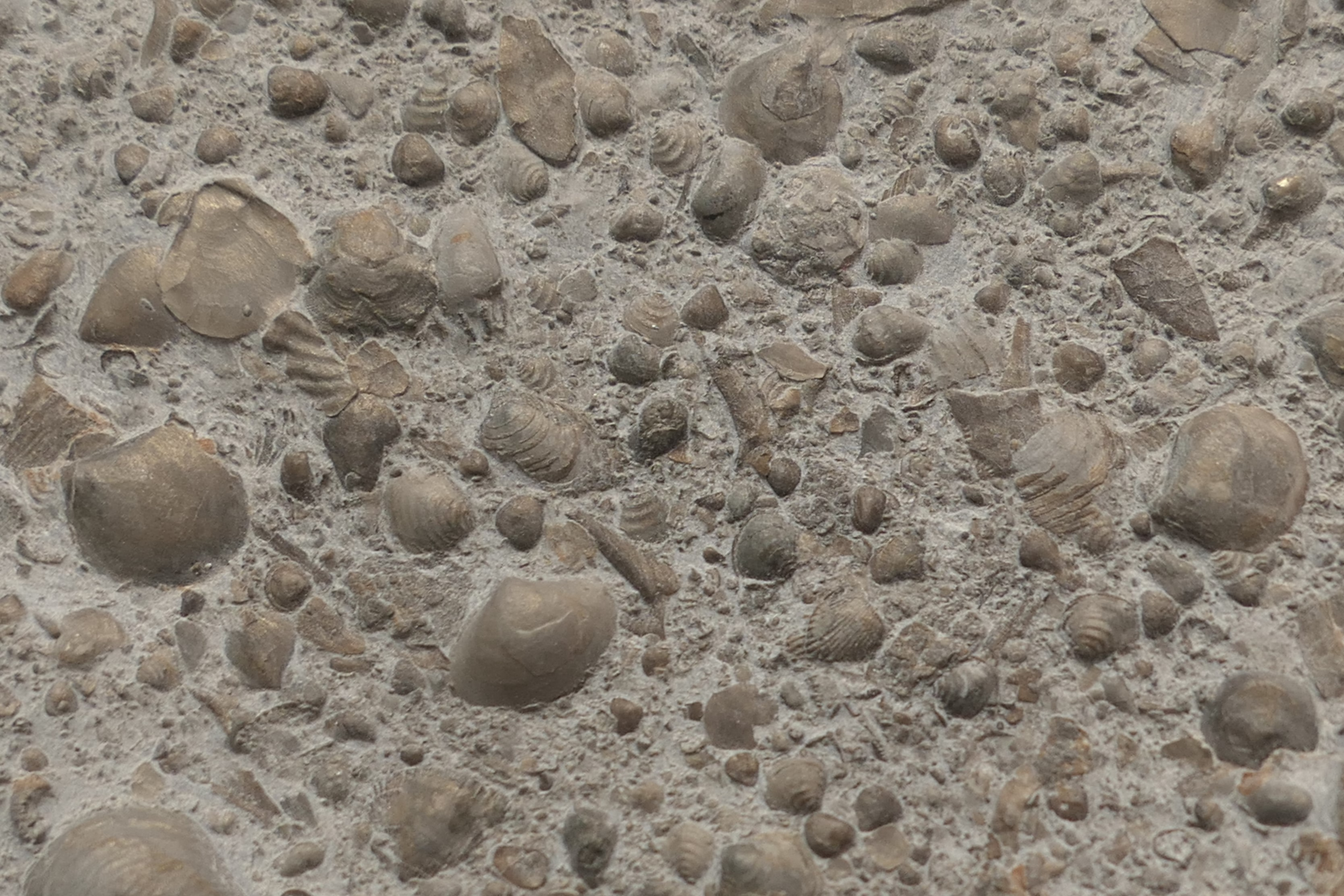
Fossilreiche Geode aus der Angulatenton-Formation von Vaihingen („Vaihinger Nest“).